# Атафу
Атафу (англ. Atafu) — один из трёх атоллов Токелау.

## География
Площадь Атафу — 2,03 км².

## История
Атафу был открыт Джоном Байроном 21 июня 1765 года. Тогда на островах никто не жил.

## Население
В 2011 году на Атафу жили 482 человека. Административный центр атолла — Атафу, других населённых пунктов нет.